# Gianfranco Baraldi
Gianfranco Baraldi (Littoria, 29 settembre 1935) è un ex mezzofondista italiano.
Prese parte ai Giochi olimpici di Melbourne 1956 e Roma 1960, ma in entrambi i casi non superò le fasi di qualificazione.
È stato nove volte campione italiano: vinse tre titoli negli 800 metri piani, quattro nei 1500 metri piani, uno nei 5000 metri piani e uno nella corsa campestre.

## Palmarès
| Anno | Manifestazione  | Sede      | Evento           | Risultato  | Prestazione | Note             |
| ---- | --------------- | --------- | ---------------- | ---------- | ----------- | ---------------- |
| 1956 | Giochi olimpici | Melbourne | 800 metri piani  | Batteria   | 1'51"90     |                  |
| 1956 | Giochi olimpici | Melbourne | 1500 metri piani | Batteria   | 3'52"20     |                  |
| 1958 | Europei         | Stoccolma | 800 metri piani  | Semifinale | 1'51"2      |                  |
| 1958 | Europei         | Stoccolma | 1500 metri piani | Batteria   | 3'42"3      | Record nazionale |
| 1960 | Giochi olimpici | Roma      | 800 metri piani  | Batteria   | 1'52"15     |                  |

## Campionati nazionali
- 3 volte campione italiano assoluto degli 800 metri piani (1956, 1958, 1959)
- 4 volte campione italiano assoluto dei 1500 metri piani (1955, 1956, 1957, 1958)
- 1 volta campione italiano assoluto dei 5000 metri piani (1957)
- 1 volta campione italiano assoluto di corsa campestre (1958)

1955
- Oro ai campionati italiani assoluti di atletica leggera, 1500 metri piani - 3'53"6
- Argento ai campionati italiani assoluti di atletica leggera, 800 metri piani - 1'53"1

1956
- Oro ai campionati italiani assoluti di atletica leggera, 800 metri piani - 1'53"7
- Oro ai campionati italiani assoluti di atletica leggera, 1500 metri piani - 3'53"8

1957
- Oro ai campionati italiani assoluti di atletica leggera, 1500 metri piani - 3'49"4
- Oro ai campionati italiani assoluti di atletica leggera, 5000 metri piani - 14'34"6

1958
- Oro ai campionati italiani assoluti di atletica leggera, 800 metri piani - 1'52"0
- Oro ai campionati italiani assoluti di atletica leggera, 1500 metri piani - 3'46"0
- Oro ai campionati italiani assoluti di corsa campestre

1959
- Oro ai campionati italiani assoluti di atletica leggera, 800 metri piani - 1'51"9

## Altre competizioni internazionali
1957
- Argento al Campaccio ( San Giorgio su Legnano)

1960
- Oro alla Cinque Mulini ( San Vittore Olona)